# Calceolaria jujuyensis
Calceolaria jujuyensis là một loài thực vật có hoa trong họ Calceolariaceae. Loài này được Botta mô tả khoa học đầu tiên năm 1981.